# دون-له-پولیر
دون-له-پولیر (به فرانسوی: Dun-le-Poëlier) یک کمون در فرانسه است که در اندر واقع شده‌است. دون-له-پولیر ۲۲٫۵۶ کیلومتر مربع مساحت و ۴۷۶ نفر جمعیت دارد.